# Aspria Tennis Cup 2010
L'Aspria Tennis Cup 2010 è un torneo professionistico di tennis maschile giocato sulla terra rossa, che faceva parte dell'ATP Challenger Tour 2010. Si è giocato a Milano in Italia dal 14 al 20 giugno 2010.

## Partecipanti

### Teste di serie
| Nazionalità | Giocatore             | Ranking* | Testa di serie |
| ----------- | --------------------- | -------- | -------------- |
| Portogallo  | Frederico Gil         | 100      | 1              |
| Italia      | Filippo Volandri      | 118      | 2              |
| Kazakistan  | Michail Kukuškin      | 132      | 3              |
| Spagna      | Rubén Ramírez Hidalgo | 120      | 4              |
| Spagna      | Alberto Martín        | 123      | 6              |
| Spagna      | Pablo Andújar         | 123      | 6              |
| Argentina   | Federico Delbonis     | 138      | 7              |
| Romania     | Adrian Ungur          | 166      | 8              |

- Ranking al 24 maggio 2010.

### Altri partecipanti
Giocatori che hanno ricevuto una wild card:
- Fabio Colangelo
- Enrico Fioravante
- Roberto Marcora
- Gianluca Naso

Giocatori passati dalle qualificazioni:
- Evgenij Donskoj
- Yann Marti
- Bruno Rodríguez
- Marc Sieber

## Campioni

### Singolare
Frederico Gil ha battuto in finale  Máximo González, 6–1, 7–5

### Doppio
Daniele Bracciali /  Rubén Ramírez Hidalgo hanno battuto in finale  James Cerretani /  Jeff Coetzee, 6–4, 7–5